# Long Island
Pour les articles homonymes, voir Long Island (homonymie).
Long Island (prononcé : [lɔŋ ˈaɪlənd], localement : [ˌlɔəŋ(ɡ) ˈaɪˌlənd]) est une île du nord-est des États-Unis, dans l'État de New York. Elle est située au sud des côtes de l'État du Connecticut.
L'île est administrativement divisée en quatre comtés. Deux d'entre eux, à la pointe ouest de l'île, près de l'embouchure de l'Hudson, Brooklyn et Queens, ne représentent que le dixième de la superficie de l'île mais forment les deux plus grands arrondissements de la ville de New York (New York City). Au centre de Long Island, le comté de Nassau et, à l'est, celui de Suffolk constituent des banlieues new-yorkaises, Suffolk couvrant à lui seul les deux tiers de l'île. Dans le langage américain courant, Long Island désigne généralement ces deux derniers comtés.

## Toponymie
Le nom original donné par les Amérindiens était Paumanok, ce qui signifie l'« Île qui paye des tributs » étant donné que différentes tribus belliqueuses des environs contraignaient les habitants relativement pacifiques de Long Island à leur verser d'importants tributs.

## Géographie

### Description

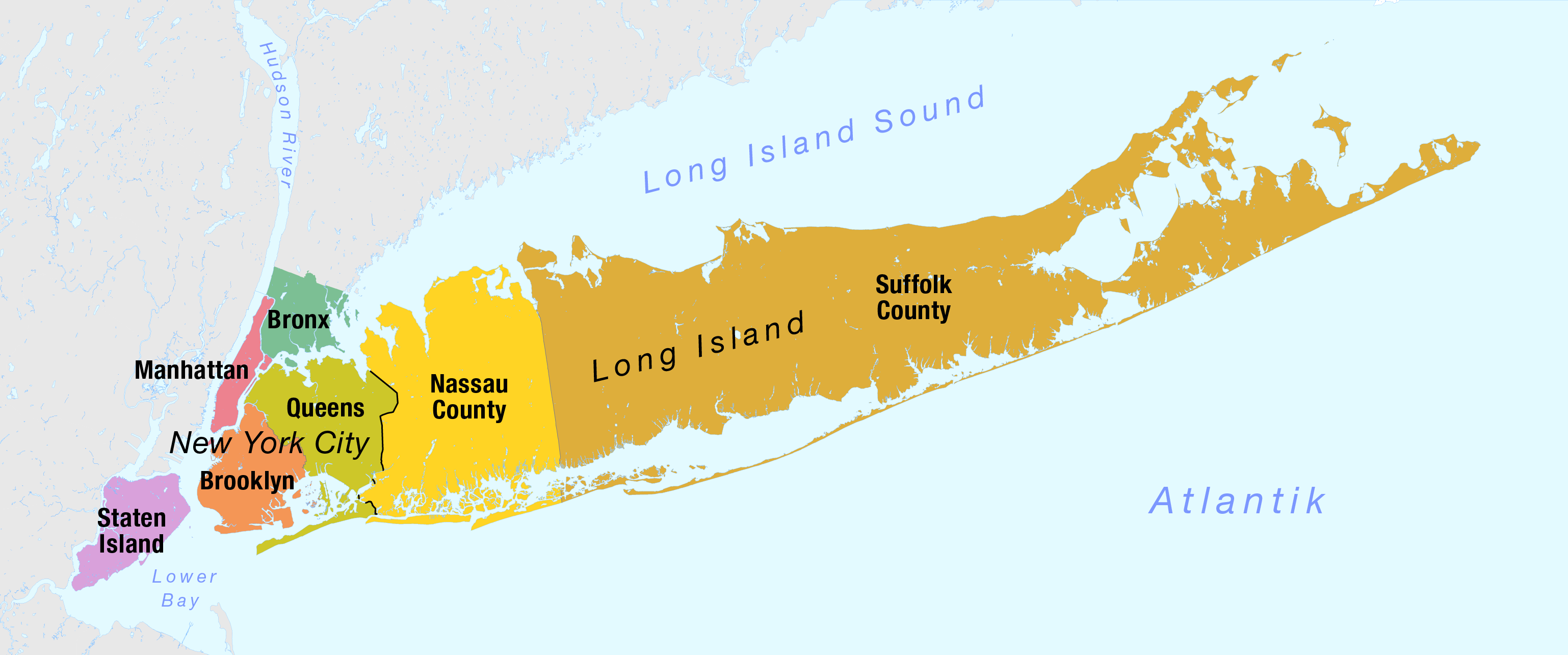
Plan de Long Island montrant New York à l'ouest.

D'une superficie de 3 567 km2, l'île est, comme son nom l'indique, tout en longueur — soit 190 kilomètres, pour une largeur d'une trentaine de kilomètres — et forme sur sa côte septentrionale le Long Island Sound (« détroit de Long Island ») qui le sépare du Connecticut, tandis que sa côte méridionale est bordée par la Jamaica Bay, ainsi que par la Great South Bay (« Grande Baie sud ») qui la sépare de Fire Island et de Jones Beach Island.
- À l'ouest, Long Island ferme l'embouchure de l'Hudson pour former la baie de New York, et notamment la Upper Bay (« baie supérieure »). The Narrows, détroit qui joint la Upper Bay à la Lower Bay (« Baie inférieure ») sépare Long Island de Staten Island. Au nord-est de la baie supérieure, l'île est séparée de celle de Manhattan et de la presqu'île du Bronx, par l'East River.

- À l'est, l'île se termine par deux péninsules baptisées respectivement North Fork et South Fork, qui encadrent la Peconic Bay, isolée de l'Océan Atlantique et de la Gardiners Bay (en) par la Shelter Island.

### Relief et géologie

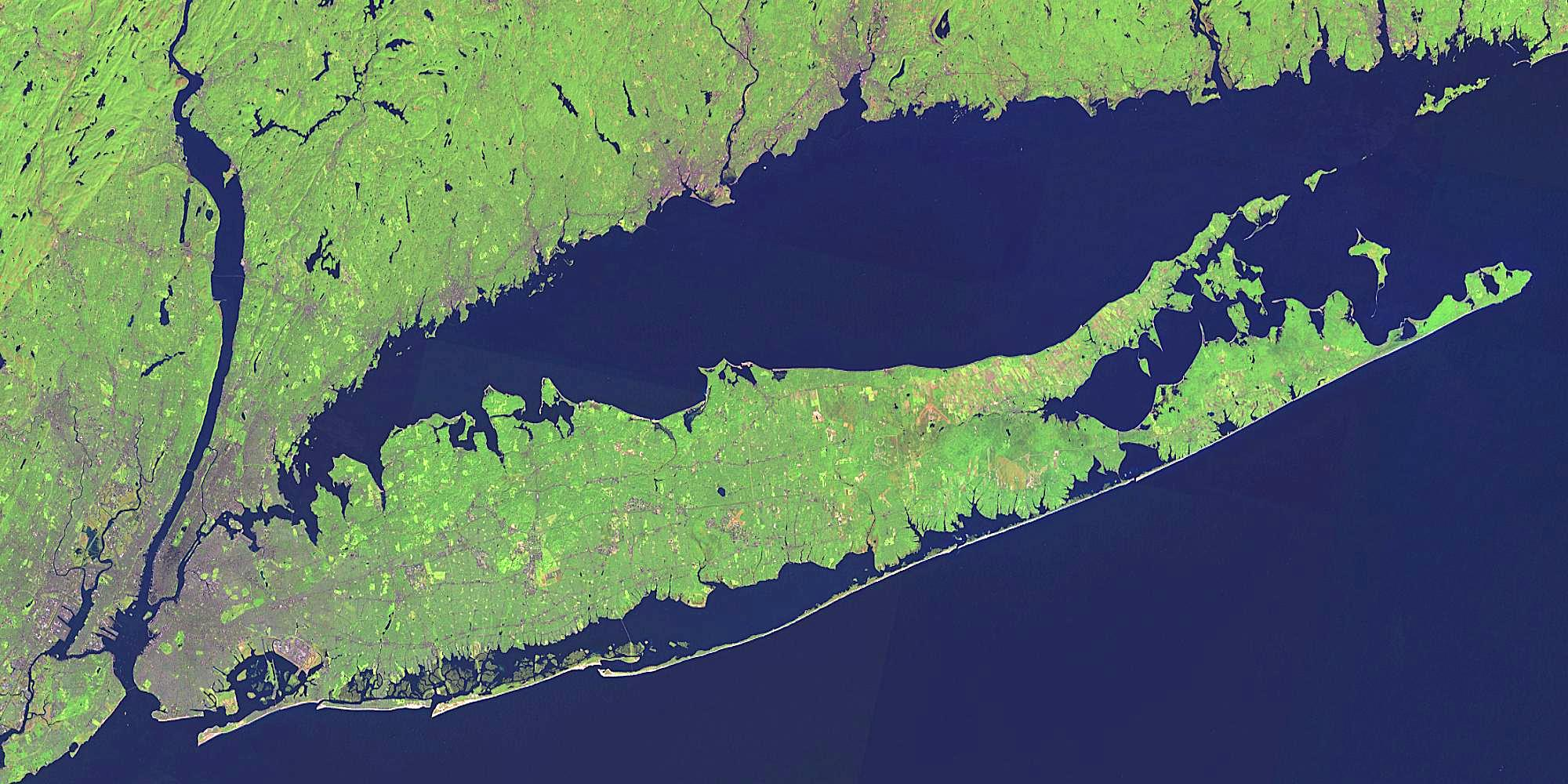
Image satellite de Long Island.

Long Island fait partie des Outer Lands (en), une région côtière du Nord-Est des États-Unis composée d'îles-barrières. Jayne's Hill (en) est le point culminant près de Melville ; il culmine à 122 mètres au-dessus du niveau de la mer. Long Island est constituée de roches sédimentaires qui se sont déposées lors de la Glaciation du Wisconsin, entre 85 000 et 9 000 années. À cette époque, le niveau de la mer était plus bas qu'aujourd'hui et l'inlandsis laurentidien recouvrait une grande partie du Nord-Est des États-Unis. La région de New York se trouvait alors sur le bord de cette immense couverture de glace. Le glacier a laissé deux moraines frontales sur Long Island : celle du nord, est appelée Harbor Hill (en). La moraine de Ronkonkoma (en) dont le point culminant est Bald Hill (en) (101 m) se trouve aujourd'hui au centre de l'île. Le sud est constitué d'un sandur, c'est-à-dire une plaine de piémont formée par les alluvions glaciaires charriées et déposées par les eaux de fonte du glacier. Ce secteur s'appelle Hempstead Plains.
À la fin du dernier âge glaciaire, l'inlandsis fondit et recula vers le nord, ce qui explique la différence des paysages entre le nord et le sud de l'île. La côte septentrionale est en effet plus rocheuse que la côte méridionale qui offre de grandes plages de sable. Le lac de Ronkonkoma est un kettle résultant du retrait du glacier. Long Island possède un système d'aquifères alimenté par les précipitations qui fournit une importante quantité d'eau à ses habitants.

### Démographie
Entre les deux grands comtés non New-Yorkais, celui de Nassau est le plus urbanisé (avec une densité de 1 798,5 hab./km2), alors que celui de Suffolk, pour une population quasiment équivalente, est beaucoup plus vaste (les deux tiers de la superficie de l'île), ce qui porte sa densité à 617 hab./km2. Les régions de l'île situées le plus à l'est, The Hamptons et Greenport sont même à dominante rurale.
Avec ses 7 448 618 habitants, elle est la 17e île la plus peuplée du monde, devant l'Irlande, la Jamaïque, et l'île japonaise d'Hokkaido. Sa densité est ainsi de 2 110 habitants par km2. Long Island constitue l'île la plus vaste des 48 États contigus des États-Unis (qui ne comprennent pas l'Alaska et Hawaï).
Long Island est réputée pour sa richesse et sa qualité de vie élevée. Selon le recensement de 2000, le Comté de Nassau est le deuxième comté le plus riche de l'État de New York, derrière le comté de New York (c’est-à-dire Manhattan), et le sixième plus riche du pays. Le Comté de Suffolk est quant à lui réputé pour ses villes pourvues de plages, comme dans The Hamptons, à l'est de l'île. Mais Long Island est également réputée pour sa classe moyenne très travailleuse, qui permet aux habitants de l'île de devenir propriétaires de leurs habitations en banlieue. Long Island est aussi connue pour ses nombreux investissements dans le domaine de l'éducation, et l'engagement des familles dans les différents événements organisés sur l'île. La plupart de ces classes moyennes sont des habitants de l'île depuis deux ou trois générations, provenant pour la plupart des arrondissements de Queens et de Brooklyn, et désireux de trouver espace et tranquillité en banlieue, tout en restant proche de la métropole la plus peuplée des États-Unis.
300 000 foyers dans l'île de Long Island profitent, depuis avril 2008, d'une des dernières technologies. Il s'agit d'un câble électrique supraconducteur de 600 m de long, construit par l'entreprise française Nexans, qui assure une puissance de 574 mégawatts. Actuellement[Quand ?], ce projet est plus coûteux qu'une ligne classique, en raison de l'azote liquide requis à −196 °C. Cependant, afin d'améliorer cette technologie, le projet est soutenu par le département de l'Énergie américain.

## Transports

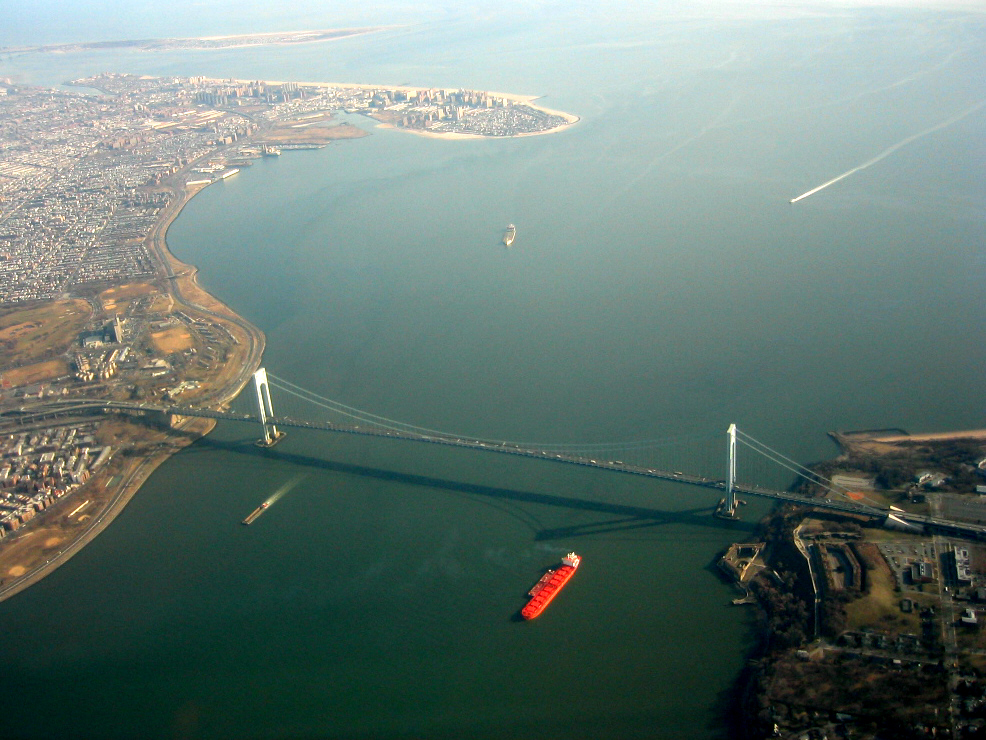
Le pont Verrazano-Narrows.

Jusqu'à la construction du pont de Brooklyn en 1883, l'île n'était accessible que par bateau. Dix voies d'accès routières permanentes (huit ponts et deux tunnels) sont disponibles :
- un pont vers Staten Island : le pont Verrazano-Narrows ;
- quatre ponts et deux tunnels vers Manhattan : le Brooklyn Battery Tunnel, le pont de Brooklyn, le pont de Manhattan, le pont de Williamsburg, le Queens Midtown Tunnel et le pont de Queensboro ;
- un pont vers Manhattan et le Bronx via Ward's Island : le pont Robert F. Kennedy (Triborough Bridge) ;
- deux ponts vers le Bronx : le pont de Bronx–Whitestone et le pont de Throgs Neck.

Toutes sont situées à l'intérieur des limites de la ville de New York, à l'extrémité occidentale de l'île, ce qui produit d'importants détours pour les voyages de Long Island vers la Nouvelle-Angleterre. Divers projets concernant une liaison directe ont été discutés pendant des décennies, mais n'ont pas abouti jusqu'à présent. Il existe aussi onze tunnels sous l'East River utilisés par le métro et le train dans les arrondissements de Brooklyn et de Queens.
Le Long Island Railroad est le système de train de banlieue qui dessert l'île ; c'est le plus utilisé des États-Unis. Il fait partie de la Metropolitan Transportation Authority (MTA).
Le Long Island Bus (en) dessert les comtés de Nassau et de Suffolk (seulement à l'ouest) ; le Suffolk Transit dessert le comté de Suffolk dans son intégralité, excepté la ville de Huntington, desservie par le Huntington Area Rapid Transit (en).
L'île abrite trois aéroports, l'aéroport international de New York - John-F.-Kennedy, l'aéroport LaGuardia de New York (tous deux situés dans l'arrondissement de Queens, à New York) et l'aéroport Long Island MacArthur dans le comté de Suffolk, qui accueille deux millions de passagers par an.
Des ferries existent entre Long Island et le Connecticut, notamment entre Port Jefferson et Bridgeport, entre Orient Point et New London et entre le lac Montauk et New London.

## Sports
Il s'y déroule un tournoi professionnel de tennis appartenant à l'ATP tour, le tournoi de tennis de Long Island, au-delà du tournoi de l'US Open qui, techniquement, se déroule sur le sol de Long Island, à Flushing Meadows-Corona Park.

## Personnalités liées
- Jennifer Capriati (née en 1976), joueuse de tennis professionnelle de 1990 à 2004.
- Michael Cudlitz, acteur américain, né le 29 décembre 1964.
- Ray Dalio, gestionnaire de fonds spéculatifs.
- Max Hechtman, (née en 1976), Cinéaste, monteur vidéo et vidéaste américain.
- Henri de Kérillis (1889-1958), militaire, aviateur, journaliste et homme politique français
- Paul Krugman, économiste américain né le 28 février 1953.
- Eric Martin, chanteur (Mr Big) né le 10 octobre 1960.
- Alanna Masterson, actrice américaine née le 27 juin 1988.
- Nadia Pariss (née en 1990), actrice pornographique et mannequin de charme afro-américaine.
- Lil Peep, chanteur né le 1er novembre 1996 et mort le 15 novembre 2017 à Tucson (Arizona)
- Rakim, rappeur.
- Zack Ryder, catcheur.
- Walt Whitman (1819-1892), poète.
- Mariah Carey, chanteuse, parolière née le 27 mars 1969.
- Madison Beer, chanteuse, mannequin et actrice américaine, née le 5 mars 1999.
- Ronald Junior DeFeo, qui a assassiné toute sa famille dans leur maison à Amityville dans le comté de Suffolk en novembre 1974 : l'affaire d'Amityville.
- Le groupe de rap De La Soul formé en 1987, et ses trois membres : Kelvin Mercer, David Jude Jolicoeur, et Vincent Mason
- Walter Montgomery (1827-1871), acteur de théâtre, né à Long Island.

## Long Island dans la culture
- Dans le roman Gatsby le Magnifique, de nombreux évènements de l'intrigue se déroulent à Long Island.
- Dans la sitcom Friends, trois des personnages principaux (Ross, Monica et Rachel) ont grandi à Long Island avant de s'installer à New York.
- Dans la série littéraire Percy Jackson, la colonie des sang-mêlés (lieu central de l'intrigue) est situé à Long Island.
- En 1997, Jean-Jacques Debout sort un album intitulé A Long Island dont un des titres est l'éponyme[6].
- En 2022, Thierry Clermont a publié un roman ayant pour cadre Long Island : Long Island, Baby (éditions Stock)[7].